# Buckow (Märkische Schweiz)
Buckow település Németországban, azon belül Brandenburgban. Lakosainak száma 1493 fő (2023. december 31.).

## Népesség
A település népességének változása:
| Lakosok száma | 1479 | 1486 | 1464 | 1503 | 1493 |
|               | 2017 | 2019 | 2021 | 2022 | 2023 |